# Challenger de Wrocław 2016
El torneo Wrocław Open 2016 es un torneo profesional de tenis. Pertenece al ATP Challenger Series 2016. Se disputó su 2.ª edición sobre superficie dura, en Breslavia, Polonia, entre el 15 y el 21 de febrero de 2016.

## Jugadores participantes del cuadro de individuales
| Favorito | País                            | Jugador               | Rank1 | Posición en el torneo |
| -------- | ------------------------------- | --------------------- | ----- | --------------------- |
| 1        | Bandera de Rusia                | Yevgueni Donskói      | 83    | Cuartos de final      |
| 2        | Bandera de Alemania             | Dustin Brown          | 104   | Semifinales           |
| 3        | Bandera de Alemania             | Jan-Lennard Struff    | 106   | Primera ronda         |
| 4        | Bandera de Eslovaquia           | Lukáš Lacko           | 108   | Segunda ronda         |
| 5        | Bandera de Bosnia y Herzegovina | Mirza Bašić           | 109   | Segunda ronda         |
| 6        | Bandera de Alemania             | Michael Berrer        | 110   | Primera ronda         |
| 7        | Bandera de Rusia                | Konstantín Kravchuk   | 135   | Semifinales           |
| 8        | Bandera de Francia              | Pierre-Hugues Herbert | 141   | Primera ronda         |

- 1 Se ha tomado en cuenta el ranking del 8 de febrero de 2016.

### Otros participantes
Los siguientes jugadores recibieron una invitación (wild card), por lo tanto ingresan directamente al cuadro principal (WC):
- Pawel Cias
- Hubert Hurkacz
- Łukasz Kubot
- Kamil Majchrzak

Los siguientes jugadores ingresan al cuadro principal tras disputar el cuadro clasificatorio (Q):
- Jan Hernych
- Zdenek Kolar
- Denís Molchanov
- Marko Tepavac

## Campeones

### Individual Masculino
- Marco Chiudinelli derrotó en la final a  Jan Hernych, 6–3, 7–6(9)

### Dobles Masculino
- Pierre-Hugues Herbert /  Albano Olivetti derrotaron en la final a  Nikola Mektić 
 Antonio Šančić, 6–3, 7–6(4)